# Cuánto. Más allá del dinero
Cuánto. Más allá del dinero és un curtmetratge dirigit per Kike Maíllo en 2017. La pel·lícula, de 17 minuts de durada, és protagonitzada per Adriana Ugarte, Bàrbara Goenaga, Miguel Fernández i Will Shephard. El film és una idea de l'agència creativa MRM//McCann i l'equip creatiu del qual va ser encapçalat pel Director Creatiu Executiu, Jesús Revuelta, ha estat premiada en nombrosos festivals, alçant-se aquest mateix any amb el primer Grand Prix de la història de la publicitat catalana en la secció Entertaiment en el Festival de Creativitat Cannes Lions.

## Repartiment
- Adriana Ugarte com a Lucía
- Bàrbara Goenaga com a María
- Miguel Fernández com a Carlos
- Will Shephard com al Doctor Molina
- Ona Casamiquela com a Recepcionista
- Alejandro Bordanove com a Luis
- Mariona Casanovas com a Compradora
- Andrea Goitre com a Comprador
- Miriam Monlleó com a Donzella
- Lola Moral Varcálcel com a Donzella
- Pilar Moral Varcálcel com a Donzella
- Joan Tubella com a Cambrer
- Pol Sánchez com a Bebè

## Banda sonora
La música original de la pel·lícula va ser composta pel premiat compositor barceloní Javier Bayon.

## Premis
- GRAND PRIX (Entertainment) - CANNES LIONS 2017[3][4]
- Sol de Bronze (TV) - EL SOL 2017[5]
- Gold Winner (Branded Entertaiment) - CLIO AWARDS 2017[6][7]